# Eauze
Eauze (en occitano Eusa) es una localidad de Francia, situada en el departamento de Gers y en la región de Mediodía-Pirineos.
Eauze (civitas Elusa) en el siglo IV es la ciudad principal del Bajo Armagnac. Su región se llama también Eauzan.

## Geografía
Eauze es una ciudad de aproximadamente 3900 habitantes, llamados en francés Élusates. Está situada en Gascuña a orillas del río Gélise, en el Gers, en el cruce de la antigua carretera nacional 626 (Mimizan - Saint-Justin - Vic-Fezensac - Auch - Lombez - Pamiers) y de la antigua carretera nacional 131 (Manciet - Condom - Agen). Eauze está en el trazado de la vía de gran capacidad que une Langon con Toulouse y que retoma al oeste de la población un tramo de la antigua carretera nacional 626, ahora redenominada carretera nacional 524. 
Un pequeño río, el Gélise, tributario del Garona, serpentea al pie de la población.

## Economía
Eauze y su región viven principalmente de la agricultura. Eauze es llamada « la capital del Armagnac ». Efectivamente, está situada en una de las zonas de denominación de origen más prestigiosas del Bajo Armagnac. Los productos agrícolas principales del entorno son la vid y el maíz, así como la cría de la oca y del pato para la industria conservera, así como una fuerte producción de pollo de granja etiqueta roja (Pollo de granja del Gers). Gers tiene una tradición de policultura que todavía pervive junto a otras actividades varias: (Girasol, trigo, avena, cebada, cría de bovino para carne y para leche, etc.).
Los productos locales más conocidos son el Armañac, el Floc de Gascuña (aperitivo a base de Armañac y de mosto), así como el foie gras de pato y de oca.
Eauze cuenta también con algunas empresas industriales, ya sean ligadas a la transformación de los productos agrículas, como la Bodega cooperativa vitícola, las serrerías y las industrias de transformación maderera y conserveras, o bien directamente ligadas a la agricultura, como la venta y mantenimiento de material agrícola.

## Administración
- Alcalde (periodo 2008-2014): Michel Gabas (Partido Radical Francia)]

## Demografía
| 5 230 | 3 618 | 3 692 | 3 698 | 3 840 | s/d. | 3 915 | 4 082 | 4 274 | 4 255 | 4 397 | 4 362 | 4 237 | 4 380 | 4 225 | 4 110 | 4 175 | 4 012 | 3 797 | 3 592 | 3 361 | 3 482 | 3 513 | 3 620 | 3 661 | 3 612 | 3 664 | 4 010 | 4 393 | 4 298 | 4 137 | 3 881 |
| Para los censos de 1962 a 1999 la población legal corresponde a la población sin duplicidades (Fuente: INSEE [Consultar]) |       |       |       |       |      |       |       |       |       |       |       |       |       |       |       |       |       |       |       |       |       |       |       |       |       |       |       |       |       |       |       |

Gráfico de la evolución de la población en 1794-1999
(hasta 1831, el gráfico no incluye la población de la antigua comuna de Saint-Amant)

## Historia

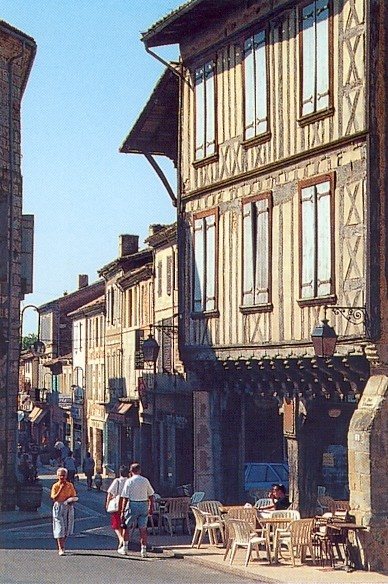
Eauze, calle con casas con entramado en la fachada.

Éauze es la antigua Elusa, la ciudadela del pueblo aquitano de los Elusates. Aliados a los sotiates (habitantes de Sos, Lot-et-Garonne), resistieron a los centuriones romanos de Julio César, mandados por Craso. Tras el asedio de Sos, los Élusates aceptaron la supremacía romana.
Eauze fue la capital de la provincia romana de Novempopulania ; seguirá siendo una metrópoli administrativa hasta el siglo VIII.
En el siglo V Eauze se convirtió en uno de los primeros obispados. La ciudad fue destruida durante la Alta Edad Media, un periodo oscuro. Allí nació un priorato en 950 y fue vinculado a la Cluny.

Enrique IV de Francia, que reconquistó Eauze en 1579 durante las guerras de religión, se quedó allí con la reina Margot en la casa llamada « de Juana de Albret ». 
El Duque de Wellington, persiguiendo a Jean de Dieu Soult en 1815, instaló allí sus cañones.

En 1832, Eauze absorbe a la comuna vecina de Saint-Amant.

## El Camino de Santiago
Situada en la Via Podiensis de Camino de Santiago.

Se llega desde Lagraulet-du-Gers, y el municipio siguiente es Manciet

## Hermanamientos
- Hermanamiento con Ampuero (Cantabria, España)

## Monumentos
Eauze es una ciudad antigua, donde abundan los vestigios del pasado. Se puede diferenciar en ella la ciudad vieja, situado en el interior de las antiguas murallas, hoy transformadas en bulevares, aunque persistan algunos vestigios de ellas, y la ciudad moderna, que crece en el exterior. Se puede observar un cierto número de construcciones notables:

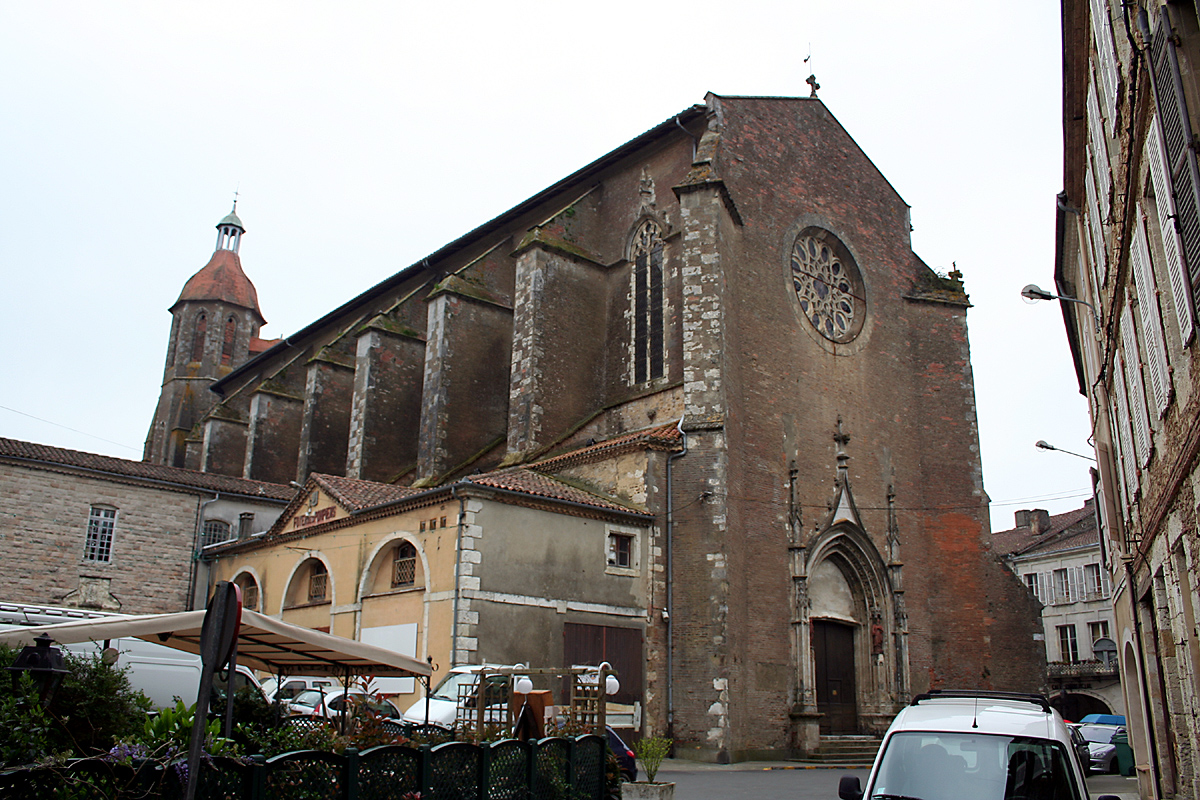
Eauze, la catedral de San Lupercio.

- La Catedral de San Lupercio. Consagrada a Lupercus, evangelizador.

Construida en 1521, por el obispo Jean Marre de Condom. Tiene una nave única gótica de 22 m de alto, con capillas bajas entre los contrafuertes, con campanario octogonal. Hay ladrillos romanos que fueron reutilizados en sus muros.
Sus altos ventanales tienen vidrieras del siglo XVII.
El edificio alberga un órgano de tribuna (Daublaine-Callinet, 1842) con fuelle neogótico que, desgraciadamente, ya no puede tocarse.
El Arzobispo de Auch François Augustin Delamare hizo de nuevo a esta iglesia catedral en 1865.
- Hay todo un conjunto de viejas casas con entramado en la fachada, entre las que se encuentra la casa de Jeanne d’Albret, del siglo XV, con pilares de madera y vigas esculpidas.

- Los vestigios de las antiguas murallas cuentan con restos de los fosos aún visibles, así como algunos paños del muro del primer recinto, al lado del río Gelise.

- El depósito de agua imperial, primer depósito de agua moderno de Francia, construido por orden de Napoleón III.

- El muy bello museo arqueológico de Eauze, donde se expone un importante tesoro romano, encontrado el 18 de octubre de 1985 en las inmediaciones. Abarca más de 20000 piezas de monedas, entre las cuales las hay de oro y plata, joyas y objetos preciosos.

Los objetos y documentos presentados evocan la vida de los habitantes de la antigua Elusa (Eauze), que fue la capital de la provincia romana de Novempopulania.
- La plaza de toros Nimeño II, de 4000 plazas, donde se perpetúa la tradición taurina gascona.